# 極道の紋章
『極道の紋章』（やくざのだいもん）は、2007年から2013年にかけてGPミュージアムソフト→オールイン エンタテインメントにより販売された片岡修二監督、白竜主演のオリジナル・ビデオ・ドラマ。全20巻。『極道の紋章 外伝』全2巻（2014年）。続編として2021年より『極道の紋章レジェンド』が製作、発売されている。的場浩司主演の『新・極道の紋章』は物語も登場人物も一新している。

## ストーリー
津浪祐史（白竜）と前崎徹雄（松田一三）が共に極道組織を駆け昇るサクセスストーリー。

## 大阪 川谷組（1-20）
初代川谷組（1-9）
- 初代川谷組組長 川谷才蔵：川地民夫
- 初代川谷組若頭 津浪祐史：白竜

二代目川谷組（10-12）
- 二代目川谷組組長 堂本伍郎：松田優
- 二代目川谷組若頭 津浪祐史：白竜

三代目川谷組（13-16）
- 三代目川谷組組長 前崎徹雄：松田一三
- 三代目川谷組若頭 津浪祐史：白竜

四代目川谷組（17-20）
- 四代目川谷組組長 芝村幸吉：國本鍾建

## 初代関西侠友会（17-20）
親睦団体 関西共友会 → 関西侠友会
- 初代関西侠友会総裁 風間将兵（17-20）：桑名正博
- 初代関西侠友会会長 前崎徹雄（17-20）：松田一三
- 初代関西侠友会理事長 津浪祐史（17-20）：白竜

## 関東睦会
- 関東睦会会長 弘和会総裁 権藤伊佐夫：安岡力也
- 関東睦会副会長 殉国烈士会会長 玉本軍平：岡崎二朗
- 関東睦会幹事長 弘和会会長 桐生健介：小沢仁志
- 関東睦会理事 二代目金丸組組長 飯田信夫：ニック安藤
- 関東睦会幹部 速水組組長 速水俊充：本宮泰風
- 関東睦会幹部 野田組組長 野田宗一：加藤大騎
- 関東睦会弘和会若頭補佐 尾崎組組長 尾崎克己：清水アキラ
- 関東睦会弘和会若頭補佐 落合組組長 落合貢：吉田祐健
- 関東睦会弘和会幹部 馬渕組組長 馬渕英三：倉石功
- 関東睦会弘和会幹部 目黒組組長 目黒勝彦：飛野悟志
- 関東睦会弘和会組員：結城友和
- 関東睦会 新潟 大西組組長 大西武史：川原英之

## キャスト
- 大阪 川谷組初代組長 川谷才蔵：川地民夫（1-10）
- 川谷組若頭 津浪組組長→関西侠友会理事長 津浪祐史：白竜
- 川谷組幹部→破門→血風会会長 川谷純一（川谷初代の長男）：曽根悠多（1・2）
- 川谷組若頭補佐 堂本組組長→二代目川谷組組長 堂本伍郎：松田優（1-11）
- 川谷組若頭補佐 芝村組組長→関西侠友会理事長補佐 四代目川谷組組長 芝村幸吉：國本鍾建
- 川谷組若頭補佐→三代目川谷組舎弟→関西侠友会理事 杉岡組組長 杉岡栄：宮村優（1・2・3）
- 川谷組若頭補佐 谷口組組長 谷口直樹：上野淳（1・2・4）
- 川谷組津浪組若頭→川谷組若中 天王寺 前崎組立ち上げ→川谷組若頭補佐 前崎組組長→破門→博多で皿洗い→川谷組復縁 川谷組若中 前崎組組長→川谷組若頭補佐 前崎組組長→三代目川谷組組長→関西侠友会会長 前崎徹雄：松田一三
- 川谷組津波組幹部→川谷組津波組若頭 砂塚竜二（1・2・3・4）
- ナオミ（前崎徹雄の妹、川谷純一の女）：嘉門洋子（1・2）
- ヒットマン 早坂茂（川谷組の隠し玉）：岡崎礼（1）
- 十三 二代目忠道会会長 大町泰三：飯島大介（1）
- 十三 二代目忠道会本部長→川谷組若中→川谷組若頭補佐 清水組組長 清水武雄：下元史朗（1-17）
- 十三 二代目忠道会副本部長→川谷組若中 加賀美組組長 加賀美信吾（清水組長の兄弟分）：広瀬孔司（1・3）
- 鉄砲玉：猪瀬孔明（1）
- 堀田一家総長 堀田一馬：成瀬正孝（1）
- 堀田一家総長の妻 堀田イクエ：兎本有紀（1）
- 堀田一家若頭 梅沢組組長 梅沢護：石山雄大（1）
- 堀田一家若頭補佐 白井組組長 白井洋一：波多江清（1）
- 堀田一家若頭補佐 仲里雅俊：岡田謙一郎（1）
- 堀田一家若頭補佐→川谷組若中 片山組組長  片山健児（1・3）
- 堀田一家沢村組組長 沢村真治：小沢仁志（1）※二役
- 堀田一家沢村組若頭 白鳥哲郎：清水ヨシト（1）※二役
- 堀田一家沢村組組員 遠藤光司：大和啄也（1・3）
- 堀田一家沢村組組員：神英彰（1）
- 神戸 沖田連合副本部長 曽根田組組長 曽根田元道（2）
- 川谷組最高顧問 佐久間二郎：唐沢民賢（2・3・4）
- 川谷組舎弟頭 手塚組組長 手塚弥一（2）
- 川谷組組員 甲賀信照：真勝國之（2）
- 辰巳一家若頭補佐 鹿野組組長 鹿野博文（津浪の兄弟分）：藤原喜明（2）
- 関東睦会副会長→関東睦会会長代行→関東睦会相談役 殉国烈士会会長 玉本軍平：岡崎二朗（2・16・19・20）
- 天王寺署刑事 田崎正人：藤タカシ（2・3・4）
- 三島組組長 三島昭博：北村晃一（3）
- 川谷組片山組組員→川谷組前崎組組員→川谷組二代目前崎組若頭→二代目前崎組組長代行 滝口孝太：中薗光博（3・5・8・9・12・13・20）
- 城春樹（3）
- 旭西会若頭 柳田組組長 柳田恭介（沢村組長の兄弟分）：加納竜（3）
- 旭西会柳田組幹部 岩渕聡史：森本武晴（3）※複数役
- 元・堀田一家沢村組組員→前崎徹雄の子分→川谷組前崎組組員 幸田義則：梅宮哲（3・4）
- 旭西会舎弟頭 江原組組長 江原智成：堀田眞三（3）
- 旭西会若頭補佐 海藤組組長 海藤喜久雄：木村木（3）
- 旭西会若頭補佐 荒川組組長 荒川忠信（3）
- 旭西会江原組組員：浜田大介（3）※複数役
- 沢村組遠藤の女：城山美帆（3）
- 柿沼組組長 柿沼清一郎：桐山浩一（4）
- 柿沼組若頭 相沢潔：安藤一人（4）
- 柿沼組組員：浜田大介（4）※複数役
- 飛田組若頭 黒田基樹：伊吹剛（4）
- 飛田組若頭補佐 山中秀樹：森永健司（4）
- 飛田組若頭補佐 長谷部高志：岡部務（4）
- 龍神会若頭 →川谷組龍神会若頭 熊谷組組長 熊谷達也：辻本晃良（5・6）
- 龍神会熊谷組組員 ヨコタ（タカちゃん）（5）
- 川谷組津浪組組員 安藤慎吾：大野哲生（5・13）
- 神戸 沖田連合本部長 風間組組長→二代目沖田連合総長→関西侠友会総裁 風間将兵：桑名正博（5-20）
- 神戸 沖田連合副本部長 阿久津組組長 阿久津孝道：大和武士（5・6）
- 沖田連合系組員：上野太（5）
- 沖田連合系組員 岸田：末吉宏司（5）
- 滋賀 二代目石垣組若頭 木村組組長 木村昇三（川谷組堂本の兄弟分）：布施博（5）※特別出演
- 川谷組前崎組若頭→川谷組若頭補佐 二代目前崎組組長 島谷英輔：木村圭作（5・6・8・12・13）
- 元・川谷組谷口組組員→川谷組前崎組組員 村井悟：倉見誠（5・6）※二役
- 元・川谷組谷口組組員（村井悟の友達）：白石朋也（6）※二役
- 小倉組組長 小倉一也：新井康弘（6）
- 小倉組若頭 上条組組長 上条武則：山崎栄（6）
- 博多 牧原一家組長 牧原喜三郎：志賀勝（7）
- 博多 牧原一家舎弟頭 大滝政重：野口寛（7）
- 博多 牧原一家若頭 室井組組長 室井忠司（沖田連合阿久津の兄弟分）：高杢禎彦（7）
- 博多 誠真会若頭 安川組組長 安川洋介：伊丹幸雄（7）
- 博多 小料理屋の大将：三夏紳（7）
- 博多 小料理屋の娘：小島可奈子（7）
- 小料理屋の酔客：金時むすこ（7）
- ヒットマン：佐藤秀光（COOLS）（7）※特別出演
- 川谷組芝村組組員→四代目川谷組若中　長塚組組長 長塚義弘：Koji（8-20）
- 沖田連合弘和会高見組組長 高見和幸：小沢和義（8）
- 沖田連合弘和会高見組組員：中澤達也（8）
- 関東睦会弘和会若頭補佐 尾崎組組長 尾崎克己：清水アキラ（8）
- 静岡 浜松 啓心会会長 西川博泰（9）
- 静岡 浜松 啓心会若頭 瀬川組組長 瀬川道則（9）
- 静岡 浜松 啓心会舎弟頭 明石組組長 明石雅光：森富士夫（9）
- 静岡 浜松 啓心会明石組若中 若松徹：大賀太郎（9）
- 三重 四日市 高島組組長 高島住男（9）
- 元・川谷組組員 木島忠雄（9）
- 元・根岸組組員 金井恵一（9）
- 関東睦会弘和会幹部 馬渕組組長 馬渕英三：倉石功（9）
- 関東睦会弘和会馬渕組若頭 三浦勉：中山峻（9）
- 沖田連合幹部 金村組組長 金村弘毅：市川寿充（9）
- 医師：伊藤元昭（9・10）
- 高見の女：石山昭子（9）※二役
- 横浜 新庄組組長 新庄誠吾：小野了（10）
- 関東睦会弘和会若頭補佐 落合組組長 落合貢：吉田祐健（10）
- ミナ（川谷組前崎組島谷の妹）：今村雅美（10）
- 関東睦会弘和会幹部 三田組組長：桐山浩一（10）※二役
- 関東睦会弘和会三田組若頭 近藤美津夫（10）
- 関東睦会弘和会三田組組員：加賀谷圭（10）
- ヒットマン（和歌山）：浜田大介（10）※複数役
- 関東睦会→川谷組幹部 辰巳一家総長 鹿野健吉：藤原喜明（11・13）
- 関東睦会会長 弘和会総裁 権藤伊佐夫：安岡力也（11-15）
- 関東睦会幹事長 弘和会会長→二代目関東睦会会長 桐生健介：小沢仁志（11-20）※二役
- 関東睦会弘和会幹部 目黒組組長 目黒勝彦：飛野悟志（11）
- 関東睦会弘和会目黒組組員 服部智之：森本武晴（11）※複数役
- 関東睦会弘和会目黒組組員：笹川大輔（11）※二役
- 二代目川谷組若頭補佐→三代目川谷組舎弟 二代目堂本組組長→四代目川谷組組長代行 眞鍋忠文：御木裕（11）
- 源誠会会長→川谷組系源誠会会長（前崎徹雄の舎弟→島谷の舎弟）→川谷組津浪組組員→川谷組津浪組若頭 源田誠司：武蔵拳（12）
- 源誠会組員→元・源誠会組員 皆川勝也：嶋和貴（12・13）
- 源誠会組員 日野滋（12）
- 関東睦会神谷組組長 神谷昌弘（12）
- 関東睦会森岡組組長（12）
- 関東睦会幹部 古川組組長 古川久成：オンリー吉川（12・13・17）
- 関東睦会幹部 森岡組組長 寺西豪士：清水ヨシト（13）※二役
- 源誠会皆川勝也の女：中丸シオン（13）
- 北陸 福井 松井組組長 松井昭次郎：木村栄（13・14）
- 沖田連合理事長 黒崎組組長 黒崎竜也：中野英雄（13）
- 関東睦会二代目森岡組組員 竹崎信也：須田敏和（13）
- 松井組若頭 明道会会長 熊田光俊（14）
- 金沢 天馬組組長 天馬日出男：山本昌平（14）
- 金沢 天馬組若頭 真紫組組長 真紫洋平：河本タダオ（14）
- 金沢 天馬組組員：島津健太郎（14）
- 金沢 天馬組組員：山口粧太（14）
- 天竜会会長 ヤマザキ：永倉大輔（15）
- 関西共友会 オイヌマ：山本竜二（15）
- 関西共友会 キクチ：岡田謙（15）
- ミサ（ホステス→17前崎徹雄の妻）：高島優子（16-20）
- 関西共友会 京都 門倉組組長 門倉久徳：森羅万象（16）
- 関東睦会弘和会梶山組組長 梶山孝雄：木庭博光（16）
- 関東睦会幹部 速水組組長 速水俊充：本宮泰風（16-20）
- 三代目川谷組組長前崎徹雄の付き人：白石朋也（16）※二役
- 滋賀 峰岸組組長→関西侠友会理事長補佐 峰岸組組長 峰岸良太郎：森里一大（16・17）
- 関西共友会峰岸組組員：笹川大輔（16・17）※二役
- 関西共友会峰岸組組員：嶋和貴（16）
- 三代目川谷組長塚組組員 萩原満：高杉心悟（17）
- 関東睦会弘和会傘下 河本組組員 フジイ：森本武晴（17） ※複数役
- 関東睦会弘和会傘下 河本組組員 カンザキ：宮崎貴久（17）
- 関東睦会弘和会組員：結城友和（17）
- 大阪府警捜査四課 警部補 武藤守男：江原シュウ（17-20）
- サメジマ（ヒットマン、速水俊充のムショ仲間）：倉見誠（17）※二役
- 川谷組辰巳一家若頭 河合大：勝矢（18）
- アユミ（河合大の妻、速水俊充の実妹）：石山昭子（18）※二役
- 九州 白浜一家総長 城島誠太郎：千葉真一（18）
- 関東睦会 新潟 大西組組長 大西武史：川原英之（18）
- 関東睦会幹部 野田組組長 野田宗一：加藤大騎（18・19）
- 関東睦会理事 二代目金丸組組長 飯田信夫：ニック安藤（19）
- 福島 佐竹組組長 佐竹幸一郎：奈良坂篤（19）
- 福島 佐竹組若頭 本橋涼介：舘昌美（19・20）
- 福島 佐竹組組員 サカザキ：崔哲浩（19・20）
- 会津 伏見組組長 伏見玄蔵：諏訪太朗（19）
- 会津 伏見会若頭 渕上：白井光浩（19）
- 一ノ瀬ワタル（19）
- 山形 蔵王会会長 三浦和正：清水宏（20）
- 福島 本橋組組員：江戸川卍丸（20）

ナレーション
- 町田政則

## スタッフ
- 監督：片岡修二
- 製作：極道の紋章製作委員会・大泉恵（1-8）→極道の紋章製作委員会・伊藤元昭（9・10）→山田浩貴（11・12,16・17・18）
- 製作協力：田邊清和（13・14・15,19・20）
- 企画：山本ほうゆう・松田貢（1-8）松田貢・李秀哲（9・10）山本ほうゆう・松田貢（オフィス白竜）（11-20）
- 営業統括：中島仁（GPミュージアムソフト）（1-4）小林正人（GPミュージアムソフト）（5・6）山田浩貴（GPミュージアムソフト）（7-10,13・14・15）→木山雅仁（オールイン エンタテインメント）（19・20）
- プロデューサー：江尻健司（レジェンドピクチャーズ）（1-10）渋谷正一・山本芳久（11・12）渋谷正一・山本芳久・池田大威（13・14・15）渋谷正一・山本芳久（16-20）
- アソシエイトプロデューサー：toshi（1-8）池田大威（11・12）
- アシスタントプロデューサー：李相敏（1・2）
- キャスティングプロデューサー：辰巳佳太（ケイズファクトリー）（1-10）
- 原案：山本ほうゆう
- 監修：李秀哲（9・10）
- 原作：高田拓土彦（3-8）
- 脚本：高田拓土彦（1・2）→片岡修二（3-20）
- 音楽：岩田浩史
- 撮影：林健作（1・2）斎藤幸一（3-6）中尾正人（7・8）林健作（9・10）今泉尚亮（11・12）小山田勝治（13・14・15）下元哲（16-20）
- 照明：山北一祝（1-10）
- 録音：山口勉（1-10）佐々木英二（11・12）山口勉（13・14・15,19・20）沼田和夫（16・17・18）
- 美術：早坂英明（2・3・4）山口勉（11・12）大島政幸（11・12）山本昭夫・越智利治（13・14・15）中谷鴨宏（16・17,19・20）
- 装飾：斉藤智昭（5-10）中谷暢宏（11・12）大島政幸（16-20）
- 擬斗：深作覚（日俳蓮アクション部）（3-10）
- 編集：桐畑寛（1-10）小川幸一（11-20）
- 助監督：榎本高一（1・2）上野貴弘（3-6）広田幹夫（7・8）村田啓一郎（9・10）山鹿孝起（11・12）村田啓一郎（13・14・15）M☆HONDA（16・17・18）佃謙介（19・20）
- 演出補：蘆田完（1・2）
- 製作担当：江島進（1-4,7-10）中島嘉隆（5・6）
- 制作担当：堀内蔵人
- 持道具：鶴川麻衣子・藪本麻衣（1・2）玉城恵利子・鶴川麻衣子（3・4）早坂英明（5・6）馬渕明日香（7・8）荒井理恵子・馬渕明日香（9・10）林トモ子（13・14・15）小林朋美（16・17・18）
- 特効：小林正巳・吉田宗生（1・2）小林正巳・岩井裕一（3-6）ビル横山・会田文彦（7・8）信B・遠藤大介（9・10）
- 村島恵子（12）天野多恵（3-8）若井律子（9・10）手塚勇（11・12）天野多恵（13・14・15）宮田弘子・荒川小百合（16・17・18）Eiki（19・20）
- 現場衣裳：天野多恵（1・2）
- ヘアメイク：間宮直子（1・2）酒井亜美・三澤友香（3・4）間宮直子（5・6）伊藤里香（7・8）新井みどり・大久保恵美子（9・10）
- メイク：宇都圭史（11-15）ユーケファ（16・17・18）板垣美和（19・20）
- ガンエフェクト：浅生マサヒロ（11・12,20）遊佐和寿（13-19）
- CG：遊佐和寿（11-15）恒川岳彦（16・17・18）
- 殺陣：中瀬博文（11・12）
- 効果：藤本淳（1-10）
- 選曲効果：藤本淳（11-20）
- MA：石高幹士（1-8）中村哲（9・10）
- VFX：菅井真明（1・2）宮本寛士（3・4）沖藤佳代（5・6）沖藤佳代・菅井真明（7・8）菅井まさ明（9・10）
- スチール：竹内健二（1・2）山本千里（3・4）加藤彰・山本千里（5・6）山本千里・土屋久美子（7・8）佐藤初太郎（9・10）大崎正浩（11-18）コイケタカ・松山陽子（19・20）
- 制作主任：酒井識人（5-10）堀内蔵人・中谷康紀（11・12）
- 制作進行：白石健悟（1・2）酒井識人・荒川輝政・鈴木政也（3・4）孫石泰（5・6）高橋大典・河野夏美（7・8）
- 車輌：桐生孝行・河内徹（1・2）澤野修一・関屋真次・高田哲哉（3・4）平井利信・飛鳥田義晴（5・6）吉田晴一・原沢芳明（7・8）貝塚照男・山口博（9・10,13・14・15）染井秀元・平井利信（11・12）菊池透（16・17・18）藤中照秋（19・20）
- 劇用車：松本剛・安達浩（3・4）松本剛・高橋美香（5・6）松本剛・高橋美香（7・8）松本剛・高橋美香（9・10）
- メインテーマ 作曲：岩田浩史
- 衣裳協力：BBCO、装いの道株式会社（3-8）Omerta
- 劇用車協力：ポネットインターナショナル
- 企画協力：プラウドマン（1-8）IMS（9・10）
- 制作協力：レジェンド・ピクチャーズ（1-10）スタジオデコレーション（11-15）アスプロスドラーゴ（16-20）
- 企画：アルファ・ワークス（1-4）メディア・ワークス・オフィス白竜（5-8）
- 制作：アルファ・ワークス（1-4）メディア・ワークス・オフィス白竜（5-8）オフィスティーエム（9・10）IMS（9・10）メディア・ワークス（11-20）
- 製作：GPミュージアムソフト（11・12）スターコーポレーション21（13・14・15,19・20）オールイン エンタテインメント（16・17・18）

## DVDリリース
| タイトル            | ジャケットコピー                                      | セルリリース日 |
| ------------------- | ----------------------------------------------------- | -------------- |
| 極道の紋章          | 餓狼の群れに、血涙の雨が降り注ぐ───!!                 | 2007/05/25     |
| 極道の紋章 第弐章   | 任侠気を貫き、男を継がす───!!                         | 2007/08/25     |
| 極道の紋章 第参章   | 命より重い、盃のために… 戦い続ける侠たち───!!         | 2007/10/25     |
| 極道の紋章 第四章   | 命を賭けた掟のために、涙を隠し、修羅と化す───!!       | 2008/01/25     |
| 極道の紋章 第伍章   | 命を預かる修羅の頂。己を律して、敵に勝つ───!!         | 2008/05/25     |
| 極道の紋章 第六章   | 盃の、重さを知って、鬼と化す──!!                      | 2008/08/25     |
| 極道の紋章 第七章   | 避けて通れぬ、侠の道。けじめを貫き、鬼となる──!!      | 2008/11/25     |
| 極道の紋章 第八章   | 誇りと意地を胸に抱き… 命をかけて、守る「代紋」──!!    | 2009/02/25     |
| 極道の紋章 第九章   | 親に誓った忠誠を、守って生き抜く子の宿命!             | 2009/05/25     |
| 極道の紋章 第十章   | 先代の想いに応えて、頂点へ─── 使命を担い、義に生きる! | 2009/08/25     |
| 極道の紋章 第十一章 | 意地と誇りを胸に秘め── 信じた代紋、命張る!            | 2010/02/25     |
| 極道の紋章 第十二章 | 信じた跡目を御輿に担ぎ、修羅の代紋守り抜く──!         | 2010/05/25     |
| 極道の紋章 第十三章 | 頂に立つ三代目。野望の群れを、制覇する──!             | 2010/12/25     |
| 極道の紋章 第十四章 | 全国制覇を夢に見て。修羅と化して、命(タマ)を獲る!     | 2007/05/25     |
| 極道の紋章 第十五章 | 覇権を巡る東西対決!命投げすて、鬼と化す!!             | 2011/04/25     |
| 極道の紋章 第十六章 | 一万二千の頂に立つ。侠の往く道、晴れやかに!!          | 2012/01/25     |
| 極道の紋章 第十七章 | 西と東が袂を分かち、天下分け目の修羅街道!             | 2012/04/25     |
| 極道の紋章 第十八章 | 修羅の頂、仰ぎ見て。行くも返すも地獄道!               | 2012/09/25     |
| 極道の紋章 第十九章 | 交わした手打ちも露と化し、修羅が乗り込む東北制覇!     | 2012/12/25     |
| 極道の紋章 完結編   | 幾多の屍、乗り越えて。果てしなき野望に、突き進む!     | 2013/04/25     |

## 極道の紋章 外伝
津浪祐史（白竜）と前崎徹雄（松田一三）のアナザーストーリー。2014年リリース、全2巻。『外伝2』は前崎徹雄の幼少期から妹、川谷組入り、川谷組津浪組若頭になるまでを描く。

### キャスト
- 川谷組若頭 津浪組組長 津浪裕史：白竜
- 川谷組津浪組若頭 前崎徹雄：松田一三
- 川谷組：宮村優
- 川谷組津浪組組員 カジモト：江戸川卍丸
- 川谷組津浪組組員 コジマ：宮崎貴久
- 広島 八神組組長：加納竜（1）
- 広島 八神組組員 アイハラ：水元秀二郎（1）
- 八神の妻：松山美雪（1）
- 広島 陵誠会：清水宏（1）
- 広島 陵誠会理事長 立花：花澤豊孝（1）
- 広島 陵誠会：オンリー吉川（1）
- 陵誠会理事長立花の妻：冨田じゅん（1）
- 広島 大松一家総長 クニエダ：諏訪太朗（1）
- 広島 大松一家若頭 ナガイ：舘昌美（1）
- 広島 大松一家組員：高原知秀（1）
- 川谷組組長 川谷才蔵：川地民夫（2）
- 川谷組津浪組若頭 五十嵐直人：四方堂亘（2）
- 社長：奈良坂篤（2）
- 前崎尚美（前崎徹雄の妹）：小川あさ美（2）
- リサ（尚美と同じバイト先）：下田早織（2）
- オカダ（社長）：松澤仁晶（2）
- 三田村組組長：古井榮一（2）
- 三田村組 オノデラ：千葉誠樹（2）
- 三田村組組員：オンリー吉川（2）
- 刑事：石原和海（2）
- 前崎兄妹の父親：松田一三（2）（※二役）
- 前崎兄妹の母親：小川あさ美（2）（※二役）

ナレーション
- 町田政則

### スタッフ
- 監督・脚本：片岡修二
- 製作協力：田邉清和
- 営業総括：木山雅仁（オールインエンタテインメント）
- 企画：山本ほうゆう、松田貢（オフィス白竜）
- 原案：山本ほうゆう
- プロデューサー：渋谷正一、山本芳久
- ラインプロデューサー：旭正嗣
- 撮影：小山田勝治
- 録音：西垣太郎
- 編集：小川幸一
- 選曲効果：藤本淳
- 美術：中谷暢宏
- 装飾：大島政幸
- 助監督：村田啓一郎
- 衣裳：石月奈々子、森山久美
- メイク：上田忍、下田美香
- ガンエフェクト：浅生マサヒロ
- スチール：コイケタカ、松山陽子
- 車輌：平井利信、佐藤正和
- 衣裳協力：S-BRAIN（1）
- 制作協力：アスプロスドラーゴ
- 制作：メディア・ワークス
- 製作・発売元：スターコーポレーション21

### DVDリリース
| タイトル         | ジャケットコピー                                         | セルリリース日 |
| ---------------- | -------------------------------------------------------- | -------------- |
| 極道の紋章 外伝  | オリオン座が輝く刻(とき)、伝説の侠が外道どもに矢を放つ── | 2014/2/25      |
| 極道の紋章 外伝2 | 己を信じる、それが代紋──                                 | 2014/3/25      |

## 極道の紋章レジェンド
前作『極道の紋章』の津浪祐史（白竜）と関東睦会弘和会桐生健介の決着の後を描く。数年後、津浪が出所したところから始まる。2021年2月からオールイン エンタテインメントよりリリースされている。

### キャスト
- 津浪祐史（出所→横浜に代紋掲げず事務所開く）：白竜
- 初代関西侠友会会長→前崎組立ち上げ→義真会前崎組組長 前崎徹雄：松田一三
- 初代関西侠友会執行部→離脱 四代目川谷組組長→義真会会長 芝村幸吉（前崎と兄弟分）：國本鍾建
- 四代目川谷組若頭→義真会五代目川谷組組長 新垣隼人：大山大介
- 四代目川谷組組員 大和田誠：時任盛二郎（1・2・3）
- 中井拓馬（刑務所で津浪と知り合ったヤクザ）：中川翔太
- 初代関西侠友会執行部→二代目関西侠友会会長→嶺井組組長（関西侠友会解散）→弘和会嶺井組組長 嶺井勝治：下元史朗
- 関西侠友会若頭 新井組組長 新井圭吾：飛野悟志（1・2・3）
- 関西侠友会幹部 井口組組長 井口正尚：川奈龍平（1）
- 関西侠友会幹部 楠木組組長→楠木組組長→義真会前崎組本部長 楠木組組長 楠木重信：五十嵐剛
- 初代関西侠友会 沖田連合会長→京阪連合会長 神代竜次：工藤俊作（1・2）
- 初代関西侠友会→京阪連合若頭補佐 沖田連合会長 牛島佳祐：石原直哉（1）
- 京阪連合若頭補佐 三沢組組長 三沢秀典：浜田大介（1）
- 京阪連合三沢組若頭 桑原功：贈人（1）
- 京阪連合沖田連合若頭→沖田連合会長→弘和会沖田連合会長 本郷芳雄：中澤達也（1-6）
- ササオカ（津浪の兄弟分）
- クラブのチーママ：YU
- 弘和会若頭補佐 梶山組組長 梶山淳平：山口仁（1-9）
- 福岡睦会会長 緒方組初代組長 緒形康浩（津浪と兄弟分）：古井榮一（1・2・3）
- 福岡睦会緒方組若頭 緒形浩一郎（元自衛官、緒方組組長緒形康浩の実子）：水元秀二郎（1・2・3）
- 福岡睦会誠真会会長 三河和彦：本田広登（1・2・3）
- 大阪府警 組織犯罪対策課 警部補 西条大介：武田幸三
- 関東睦会弘和会若頭補佐 飯田組組長 飯田彰彦：板倉佳司
- 関東睦会弘和会幹部 岸谷組組長 岸谷満男
- 関東睦会弘和会若頭 黒岩組組長 黒岩重成：小沢和義（4-）
- 滋賀 二代目天満組組長 天馬銀次：高橋大介（4）
- 滋賀 二代目天馬組若頭 薮田浩嗣：永栄正顕（4）
- 沖田連合組員 寺沢元春：杉浦豪（4）
- 大阪 中条組組長 中条大樹：四方堂亘（4-9）
- 北海道 札幌 弘和会道南連合会長 藤沢拓郎：野口雅弘（4・5・6）
- 北海道 札幌 弘和会道南連合幹事長 村上彰：高原知秀（4・5・6）
- 北海道 小樽 横川組組長 小沼正人（前崎と兄弟分）：吉田由一（4-）
- 四代目川谷組組員 佐伯亮太（大和田と年少仲間）：松沢蓮（4-）
- 関東睦会道場組若頭 東堂組組長 東堂俊介：本宮泰風（5-）
- 北海道 半グレ 北斗会会長 三池克也：大原広基（5）
- 義真会前崎組若頭 島谷英輔（元・川谷組初代前崎組若頭）：木村圭作（7-）
- 弘和会幹部：赤松紘季（7）
- 名古屋 橋本組組長 橋本勝（中条と兄弟分）：仁科貴（7・8）
- 生島組組長 生島竜次：崔哲浩（7）
- 関東睦会弘和会会長 若松寛：堀田眞三（7・8）
- 名古屋 寺島一家若頭 佐藤昭（関東睦会弘和会若頭黒岩と兄弟分）：諏訪太朗（8）
- 名古屋 寺島一家本部長 金村康彦（関東睦会道場組若頭東堂と兄弟分）：石原和海（8）
- 関東睦会木嶋組組長 木嶋良平：川本淳市（10-）
- 関東睦会啓仁会会長 鷹森烈堂：武蔵拳（10-）
- 関東睦会道場組組長 道場健三郎：桐山浩一（10）
- 松本慎司
- 名古屋 トミタ自動車 部長 渥美：大月秀幸（10）
- 岐阜 秋山組組長 秋山貴弘：松澤仁晶（10）
- 力石（情報屋）：並樹史朗（12）
- 啓仁会直参 岡島組組長 岡島友次：江原シュウ（13）
- 弘和会・深澤組組長 深澤武雄：大賀太郎（13）
- 神奈川県警 組織犯罪対策課 警部 梅津幸三郎：西守正樹（13）
- 寿一家総長 川田：清水宏（15）
- 東北奥羽連合 相馬組 溝口（啓仁会岡島と兄弟分）：宮本大誠（16）
- 奥羽連合理事長 三原組組長 三原剛：城明男（16）
- 東北奥羽連合 相馬組組長 永倉大輔（16）
- 川﨑健太（16）
- 羽佐間：岡田謙（19）
- 緒方組 小野田：山田浩市（20）
- 菅沼組組長：軍司眞人（21）
- 皆川：中山峻（22）
- 柳田組組長 柳田（菅沼の兄弟分）：袴田吉彦（22）

ナレーター
- 赤坂泰彦（8-）

### スタッフ
- 監督：片岡修二
- 営業総括：海田晃弘（ライツキューブ）
- 製作総指揮・企画：白竜
- エグゼクティブプロデューサー：河本善鎬（1・2・3）
- プロデューサー：山地曻（アトリエ羅夢）（1・2・3）→片岡修二（4-）
- 脚本：片岡修二（1-6）→村田啓一郎（7-）
- ラインプロデューサー：小川幸一（7-）
- 撮影：瀬川龍
- 録音：山口勉
- 音楽：岩田浩史
- 美術：畠山和久（1・2・3）
- 助監督：小川幸一（1-6）山鹿孝起（7-）三次隼人
- 制作担当：星孝行（1・2・3）→須永裕之（4-）鈴木智
- 衣裳：加隅由貴（1・2・3）→手塚勇（4-6）→片柳利依子（7-）→後原利基
- メイク：五十嵐千聖（1・2・3）→大江一代・蘒原清華（4-6）→原田真似子（7-）→五十嵐千聖
- 制作進行：松沢蓮（7）
- 殺陣：深作覚（1・2・3）
- 編集：桐畑寛→小川幸一
- 音響効果・MA：藤本淳
- ガンエフェクト：遊佐和寿
- 監督助手：新家早織（1・2・3）→河口七彩（4-6）→小野順平（7-）→神森仁斗
- スチール：大﨑正浩
- 美術協力：中谷暢宏・大島政幸（4-）
- 持ち道具：新家早織（4-）
- 制作デスク：沖本健一（1・2・3）
- テーマ音楽作曲：岩田浩史
- 衣裳協力：BBCO（4-）
- 制作協力：アトリエ羅夢（1・2・3）
- 制作：オフィス白竜（4-）
- 製作・発売元：SJ（1・2・3）→極道の紋章レジェンド製作委員会（4-）
- 販売：オールインエンタテインメント

### DVDリリース
| タイトル                         | ジャケットコピー                                | セルリリース日  |
| -------------------------------- | ----------------------------------------------- | --------------- |
| 極道の紋章レジェンド             | 頂を極めた侠(おとこ)二人が返り咲く─             | 2021/02/25      |
| 極道の紋章レジェンド 第二章      | 銃弾に砕かれた代紋─                             | 2021/04/25      |
| 極道の紋章レジェンド 第三章      | 策謀する侠たち                                  | 2021/06/25      |
| 極道の紋章レジェンド 第四章      | 試される絆                                      | 2021/08/25      |
| 極道の紋章レジェンド 第五章      | 男たちが追い求める真の侠道─                     | 2021/10/25      |
| 極道の紋章レジェンド 第六章      | 決して交わる事のない 侠たちの生き様             | 2021/12/25      |
| 極道の紋章レジェンド 第七章      | 侠たちに潜む裏切りの影─                         | 2022/02/25      |
| 極道の紋章レジェンド 第八章      | すべてを敵にまわしても侠の進む道─               | 2022/04/25      |
| 極道の紋章レジェンド 第九章      | 裏切り者の代償─                                 | 2022/06/25      |
| 極道の紋章レジェンド 第十章      | 侠の宣戦布告─                                   | 2022/08/25      |
| 極道の紋章レジェンド 第十一章    | 謀られた侠たち                                  | 2022/10/25      |
| 極道の紋章レジェンド 第十二章    | 侠たちを狙う黒幕─                               | 2022/12/25      |
| 極道の紋章レジェンド 第十三章    | 侠たちに立ちはだかる新たな敵                    | 2023/02/25      |
| 極道の紋章レジェンド 第十四章    | 任侠道に生きる──男たちの信念                    | 2023/04/25      |
| 極道の紋章レジェンド 第十五章    | 暗黒の世界で戦う侠たち─                         | 2023/06/25      |
| 極道の紋章レジェンド 第十六章    | 新たな刺客が義真会を襲う                        | 2023/08/25      |
| 極道の紋章レジェンド 第十七章    | 戦いは極道の宿命。信念をもって戦いを征す─       | 2023/10/25      |
| 極道の紋章レジェンド 第十八章    | 信ずる代紋、刻む生き様                          | 2023/12/25      |
| 極道の紋章レジェンド 第十九章    | 水面下で蠢く 戦争の行方は─                      | 2024/02/25      |
| 極道の紋章レジェンド 第二十章    | 幾多の犠牲を覚悟し進道─                         | 2024/04/25      |
| 極道の紋章レジェンド 第二十一章  | 制するのは西か、東か─！                         | 2024/06/25      |
| 極道の紋章レジェンド 第二十二章  | 遂に始まる、全面戦争！                          | 2024/08/25      |
| 極道の紋章レジェンド 第二十三章  | 全面抗争、同時勃発！？                          | 2024/10/25      |
| 極道の紋章 レジェンド 第二十四章 | 狂暴な第三組織の暴走！？                        | 2024/12/25      |
| 極道の紋章 レジェンド 第二十五章 | 福島抗争が続く中、新たな敵を予感させる出来事が─ | 2025/02/25      |
| 極道の紋章 レジェンド 第二十六章 | 関西と関東、福島で全面戦争へ！                  | 2025/04/25      |
| 極道の紋章 レジェンド 第二十七章 | 真の黒幕と津浪が対峙する！                      | 2025/06/25      |
| 極道の紋章 レジェンド 第二十八章 | 侠の果てしない戦い 大阪でも狼煙があがる！       | 2025/08/25 予定 |